# Spetsvivlar
Spetsvivlar (Apionidae) är en familj av skalbaggar som beskrevs 1823 av Carl Johan Schönherr. Familjen ingår i överfamiljen vivlar inom ordningen skalbaggar. Enligt Catalogue of Life omfattar familjen 745 arter, med det talrikaste släktet Apion, som dock delas upp i en mängd släkten av andra auktoriteter.
Släkten enligt Catalogue of Life, Dyntaxa och Artfakta:
- Aizobius
- Apiomorphus
- Apion
- Apius
- Aplemonus
- Aspidapion
- Betulapion
- Catapion
- Ceratapion
- Cnemopachus
- Cyanapion
- Cybebus
- Diplapion
- Eutrichapion
- Exapion
- Holotrichapion
- Ischnopterapion
- Kalcapion
- Lepanomus
- Loborhynchapion
- Malvapion
- Mecolenus
- Melanapion
- Mesotrichapion
- Myrmacicelus
- Myrmacyba
- Nanophyes
- Omphalapion
- Oxystoma
- Perapion
- Piezotrachelus
- Protapion
- Pseudapion
- Pseudoperapion
- Pseudoprotapion
- Pseudostenapion
- Pterapion
- Rhinorhynchidius
- Rhopalapion
- Rhynolaccus
- Setapion
- Squamapion
- Stenopterapion
- Synapion
- Sympiezotrachelus
- Taeniapion
- Tanaos
- Taphrotopium

## Bildgalleri

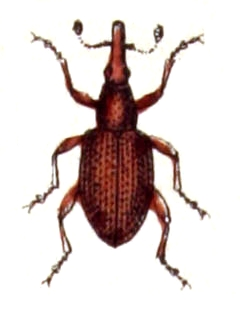